# Boot Camp Clik
Cet article possède un paronyme, voir Boot Camp.
Boot Camp Clik est un supergroupe américain de hip-hop, originaire de Brooklyn, à New York. Il se compose des rappeurs Buckshot (du groupe Black Moon), Smif-n-Wessun (Tek et Steele), Heltah Skeltah (Rock et Ruck) et d'O.G.C. (Starang Wondah, Top Dog, et Louieville Sluggah). La plupart des membres sont originaires de Brownsville, Brooklyn, Buckshot étant de Crown Heights, et Tek de Bedford-Stuyvesant.

## Biographie

### 1992–1996
Black Moon se lance en 1992 avec la publication du single Who Got da Props?. La chanson devient un succès, et atteint la 86e place Billboard Hot 100. La popularité du single mène à un contrat avec le label Nervous Wreck Records, qui publie le premier album du groupe, Enta da Stage, fin 1993. L'album est entièrement produit par Evil Dee et Mr. Walt du groupe Da Beatminerz, et fait participer les membres de Smif-n-Wessun, et brièvement Havoc de Mobb Deep. Enta da Stage est particulièrement acclamé par la presse spécialisée, et influence la scène rap hardcore locale américaine à cette période. Précédant des classiques comme Enter the Wu-Tang (36 Chambers) du Wu-Tang Clan, Illmatic de Nas et Ready to Die de The Notorious B.I.G., Enta da Stage devient le précurseur de la renaissance de la scène rap new-yorkaise au milieu des années 1990. Hormis Who Got da Props?, l'album contient d'autres classiques comme How Many MC's..., Buck Em Down et I Got Cha Opin (Remix).
Buckshot et Dru Ha, employé de Nervous Wreck Records, font signer Smif-n-Wessun sur le label, et le duo publie, au début de 1994, son premier single, Bucktown, qui, comme Who Got da Props? de Black Moon, devient un succès underground, et atteint également le Billboard Hot 100, à la 93e place. Après la publication du single, Bucktown se popularise à Brooklyn et permet de faire connaître Smif-n-Wessun en parallèle à leur album Dah Shinin', publié au début de 1995. L'album débute cinquième du Top R&B/Hip-Hop Albums, et contient, à part Bucktown, des succès underground et des clips de chansons comme Let's Git It On, Wrekonize, Sound Bwoy Bureill, Wontime et Stand Strong. Da Beatminerz, qui compte en son sein Rich Blak et Baby Paul, produit l'intégralité de l'album. Les membres du Camp, Heltah Skeltah et O.G.C., font leur première apparition sur les chansons Wontime et Sound Bwoy Bureill. Dah Shinin marque aussi la formation officielle du Boot Camp Clik, les huit membres apparaissent sur le posse-cut intitulé Cession at da Doghillee.
Après la publication de Dah Shinin, le meneur du Camp, Buckshot, et son partenaire Dru Ha, fondent Duck Down Records, après leur départ de Nervous Records à cause de royalties non obtenues, et signent Heltah Skeltah et O.G.C. sur le label. En milieu 1995, la Clik entière (appelée Black Moon and Smif-n-Wessun) participe à la bande originale du film New Jersey Drive, avec la chanson Headz Ain't Redee. À la fin de 1995, Heltah Skeltah et O.G.C. s'allient pour former les Fab 5, et publier leur premier single Blah b/w Leflaur Leflah Eshkoshka. La face B, Leflah, devient un succès inattendu, atteignant la 75e place du Hot 100, ce qui en fait le single le mieux vendu d'un membre ou affilié du Boot Camp. Les deux groupes se séparent en 1996.
Heltah Skeltah est le premier à enregistrer un album de son côté, Nocturnal, en juin 1996. Il s'agit du premier album lié au Camp à ne pas être intégralement produit par Da Beatminerz. Evil Dee et Mr. Walt produisent trois chansons, tandis que l'affilié des Beatminerz, Baby Paul, en produit cinq. D'autres producteurs y participent comme Lord Jamar (de Brand Nubian), Shaleek, Shawn J. Period, Supreme (des Representativz), et E-Swift (des Alkaholiks) Feedback (Aphrobeat) Comme Enta da Stage et Dah Shinin, Nocturnal est bien acclamé, et devient un classique du genre. Avec le titre Leflah, l'album contient quelques singles à succès modéré comme Operation Lock Down et l'introspective Therapy. À l'été 1996, la superstar du hip-hop 2Pac invite personnellement Buckshot, Dru-Ha, Tek et Steele chez lui en Californie pour enregistrer un album intitulé One Nation, qui devait supposément mettre un terme au conflit rap East Coast/West Coast. À la suite de l'assassinat de 2Pac en septembre 1996, l'album ne verra jamais le jour bien que quelques chansons aient filtrées sur Internet, comme notamment One Nation et Military Mindz. Cette dernière est remixée et incluse dans l'album posthume Better Dayz.
Fin 1996, O.G.C. publient leur premier album, Da Storm. L'album se popularise dans l'underground.

### 1997–1999

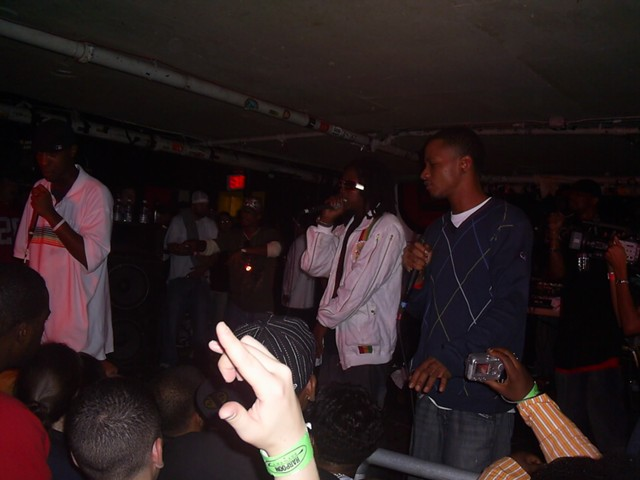
O.G.C. (Starang Wondah à gauche, Top Dog au centre, et Louieville Sluggah à droite).

Le 22 mai 1997, le Boot Camp publie son premier album For the People. Contrairement à Nocturnal et Da Storm, produits par Da Beatminerz, le groupe laisse faire Boogie Brown et Buckshot une production d'instrumentation live. Ce nouveau son ne passe pas si bien dans la presse spécialisée et parmi les auditeurs. Après For the People, les groupes du Clik se séparent de nouveau pour produire chacun de leur côté. Tek et Steele sont les premiers à revenir, sous le nom de Cocoa Brovaz, à la suite d'une plainte déposée par la société d'armes à feu Smith & Wesson. The Rude Awakening est publié en 1998 ; il atteint la 3e place du Top R&B/Hip-Hop Albums, mais n'atteint pas le succès escompté. Les singles Won on Won et Bucktown USA sont accueillis modérément, et la chanson principale, Black Trump, ne parvient pas à atteindre les classements.
Heltah Skeltah suit à la fin de 1998 avec la publication de son second album, Magnum Force. L'album ne parvient pas à faire accepter aux fans et à la presse spécialisée son contenu commercial. L'album fait participer Boot Camp Clik, les Representativz, Doc Holiday, Method Man, Tha Dogg Pound, Outlawz, Anthony Hamilton et MFC. Le single principal, I Ain't Havin' That, reprend la chanson Hot Sex du groupe A Tribe Called Quest, et devient leur second single à atteindre le Hot 100, à la 80e place.
Après leur départ du label Nervous Records, Black Moon se retrouve au cœur d'une confrontation juridique concernant leur nom de groupe, qui durera plusieurs années. L'affaire est finalement classée en 1998, Duck Down ayant reçu les droits par le biais de Nervous. Après cinq ans d'inactivité, Black Moon revient en 1999 avec un second album, War Zone, accueilli modérément. La seule chose bien accueillie est le retour des Da Beatminerz, sur la production de l'album. Le groupe joue aux côtés de Busta Rhymes, Q-Tip et M.O.P. Les singles Two Turntables and a Mic et This is What it Sounds Like (Worldwind) sont des petits succès.
O.G.C. sont les derniers à effectuer leur retour, publiant leur second album, The M-Pire Shrikez Back, en 1999. Comme War Zone, l'album est bien reçu et assez bien vendu. L'album est produit par l'équipe de production Black Market et fait participer quelques membres du Boot Camp et de MFC. Le single principal, Bounce to the Ounce b/w Suspect Niggaz se classe dans les Hot R&B/Hip-Hop Songs.

### 2000–2014

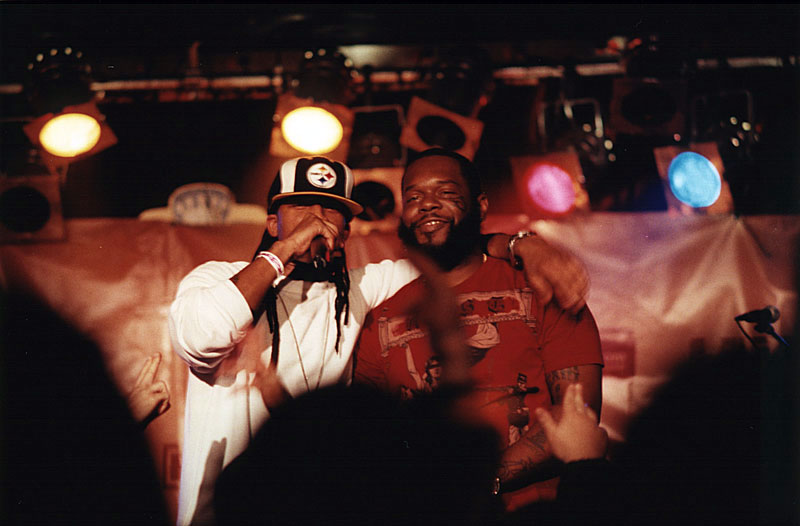
Smif-n-Wessun (Steele à gauche, et Tek à droite).

En 2002, Duck Down Records signe un nouveau contrat de distribution avec Koch Entertainment, et permet au Boot Camp Clik la publication d'un nouvel album. The Chosen Few sort le 8 octobre 2002.
Au début de 2006, Duck Down publie un DVD intitulé Video Surveillance, qui contient la majeure partie des clips du Boot Camp entre 1992 et 2005. Le disque contient les chansons Who Got da Props?, How Many MC's..., I Got Cha Opin (Remix), Buck Em Down (Remix), Bucktown, Let's Git It On, Wontime, Wrekonize (Remix), Sound Bwoy Bureill, Blah, Leflaur Leflah Eshkoshka, les versions officielle et inédite de Operation Lock Down, Therapy, No Fear, Hurricane Danjer, Headz Are Reddee Pt. 2, Night Riders, Won on Won, Black Trump, Spanish Harlem, I Ain't Havin' That, Two Turntables and a Mic, This is What it Sounds Like (Worldwind), Bounce to the Ounce, Get Up, And So, Think Back, Stay Real, This Goes Out to You, Boom Bye Yeah, Heartburn/Onion Head, My Timbz Do Work et Gunn Rap.
En juillet 2006, le Boot Camp revient pour un troisième album, The Last Stand, avec les huit membres originaux du Camp. L'album est bien accueilli et atteint le top 20 du Billboard Top Independent Albums Chart.

### Depuis 2015
Le 8 août 2015, Sean Price meurt dans son sommeil à l'âge de 43 ans.

## Discographie

### Albums studio
- 1997 : For the People
- 2002 : The Chosen Few
- 2006 : The Last Stand
- 2007 : Casualties of War

### Compilation
- 2000 : Basic Training: Boot Camp Clik's Greatest Hits